# Зубівка (Миргородський район)
Зубі́вка — село в Україні, у Миргородській міській громаді Миргородського району Полтавської області. Населення становить 1057 осіб. Колишній орган місцевого самоврядування — Зубівська сільська рада.

## Географія
Зубівка розташована на лівому березі р. Хорол, за 12 км від райцентру і за 10 км від залізн. ст. Миргород.
Село Зубівка знаходиться на лівому березі річки Хорол, вище за течією на відстані 3,5 км розташоване село Хомутець, нижче за течією на відстані 1 км розташоване село Білики, на протилежному березі — село Малі Сорочинці. Розташована за 12 км від райцентру і за 10 км від залізн. ст. Миргород. По селу протікає пересихаючий струмок з загатою. Річка в цьому місці звивиста, утворює лимани, стариці та заболочені озера.

## ІсторіяЗубівки[Архівовано24 листопада 2020 уWayback Machine.]
Село виникло в 1-й половині 17 ст. Зубівські козаки у складі Миргородського полку брали участь у Визвольній війні 1648—57. За ревізією 1729 в Зубівці — 85 дворів козаків і 70 дворів посполитих. У 1741 власником частини 3убівки став грузинський поет, офіцер рос. армії Давид Гурамішвілі (див. Гурамішвілі вулиця). У 70-х рр. 18 ст. в 3убівці— 133 хати, з яких 83 належали козакам і підпомічникам. У 80-х рр. 18 ст. 3убівка була одним із найбільших сіл Миргородського полку (315 хат). У 1787—902 душі, в 1795 в 3убівці діяли 4 водяні млини, Михайлівська церква. За переписом 1859 в селі налічувалося 475 дворів, 2757 мешканців, дерев'яна церква, церковна б-ка, церковнопарафіяльне попечительство. За переписом 1900, в 3убівці було 565 господарств, 3094 мешканці. Крім землеробства, розвивалися кустарні промисли і ремісництво. З 1870 в 3убівці діяло початкове народне двокласне училище, в 1905 тут навчалося 110 учнів і працювало 3 вчителі. З 1890 при училищі була б-ка.
З 1917 — у складі УНР. З березня 1918 по грудень 1918 3убівка була у складі Української Держави Гетьмана Павла Скоропадського. Навесні 1920 тут закріпилися московські люди, у селі сформовано волосний виконком. 1921 в 3убівці організ. артіль «Селянин». До березня 1923 3убівка була волосним центром.
Протягом 1922 - 1924 рр. (до березня 1924 року) у селі Зубівка діяла банда. Члени банди: Петро Ігнатенко  - голова сільради; Іван Максюта - колишній помічник начальника Миргородської міліції, голова Старовірівського волвиконкому, помічник(заступник) голови Ленінського райвиконкому, член ВКП(б); Кійко Іван Семенович - голова КНС, кандидат у члени ВКП(б); Лобур - колишній міліціонер, кандидат у члени ВКП(б); Купор Василь Трохимович - колишній міліціонер; члени КНС, місцеві комсомольці зі своїм секретарем, члени місцевого партосередку, колишні дружиники червоних заградзагонів (усього 26 обвинувачуваних). 
За час діяльності банди: Вбито 11 селян: 1922 рік - Семен Пазич, Дмитро Дев'ятка, Тит Іваненко, Семен Деркач, Лука Даценко. 1923 рік - "стара Роговенчиха 70 літ" (задавлена мотузкою), Василь Мацейко, Іван Олійник 70 років.
Спалено 18 селянських господарств: 1922 рік -  Якова Бутенка (всі будівлі, хліб і худобу). 1923 рік - Якова Юхименка (надвірні постройки, коняку і корову),  Афанасія Десятника (підпалено хлів), Якима Мільченка (спалено клуню, хліб, солому), Степана Пелеха. Покрали 26 коней, 11 кабанів 2 пари волів, 28 плугів. 1922 рік - у Якова Юхименка забрали майно, у Калиниченка Тимофія - коняку, у Красенка Петра - майно з двору й з погреба, у Михайла Ганістратенка - відібрали гроші. 1923 рік -  у Семена Коваленка (різні речі). У Івана Сікача розібрали дерев'яну комору, вивезли і продали. У Івана Стасевського витягли годованого кабана, застрелили і продали. У Рудченкової Параски та Яшенка Кирила - взято двое коней. У Калиниченка випустили бика і загнали до Максюти в двір.
Забирали годованих кабанів, забирали зерно з млинів (по 50 пудів), виводили коней, палили будівлі, стріляли по тих хто не держав язика за зубами.
В березні 1924 року до Кваші Якова з'явився Максюта й почав продавати з аукціону на свою користь Квашине дерево. Бачивши це, Кваша купив у Максюти решту власного дерева за 30 карб. Коли він виплатив усі гроші, Максюта знов заходився продавати це дерево. За протест побили всю сім'ю.
Весною 1924 року 120 Зубівських селян подали скаргу Лубенському окрпрокурору, виказавши всіх бандитів.
10 жовтня 1925 р. в м. Миргород розпочався розгляд справи банди виїзною сесією Лубенського окружного суду., , , , , , , , 
1926—588 господарств, 2880 мешканців, 1927 ств. «Машинове господарство» для спільного обробітку землі. 1930 в селі діяли ТСОЗи — «Колективна праця» та «Хлібороб». Після цього комуністи почали систематичний терор голодом, жертвами якого стали переважно діти та старші люди.
1934 в селі діяли артілі «Червоний партизан», ім. П. П. Постшлева та ім. М. Н. Демченка. З 1938 функціонували середня школа, лікарня, клуб, діяли товариства і гуртки по ліквідації неписьменності.
1941 комуністи втекли із села. До Німеччини евакуювалося 181 чол., 4 чол. розстріляно за диверсійну діяльність.
У повоєнні роки кілька с.-г. артілей об'єдналися в один колгосп, який пізніше став називатися ім. XIX партз'їзду. З 1972 г-во носить назву — колгосп ім. Г. І. Петровського (спеціалізується на виробн. свинини). У 3убівці діють с. ш., міжшкільний навчально-виробн. комбінат (з 1977), дільнична лікарня, дитячий садок, Будинок культури (на 300 місць), б-ка (15 934 од. зб.). Радіофікована 1957, електрифікована 1961.
Встановлено меморіальну дошку  Давиду Гурамішвілі (1947). Пам'ятники воїнам односельцям, загиблим (81 чол.) на фронтах, і на могилі (1977). Братська могила.

## Населення

### Мова
Розподіл населення за рідною мовою за даними :
| Мова       | Кількість | Відсоток |
| ---------- | --------- | -------- |
| українська | 1038      | 98.2%    |
| російська  | 18        | 1.7%     |
| вірменська | 1         | 0.1%     |
| Усього     | 1057      | 100%     |

## Об'єкти соціальної сфери
- Будинок культури.

## Також
- Перелік населених пунктів, що постраждали від Голодомору 1932—1933 (Полтавська область)